# Pernis

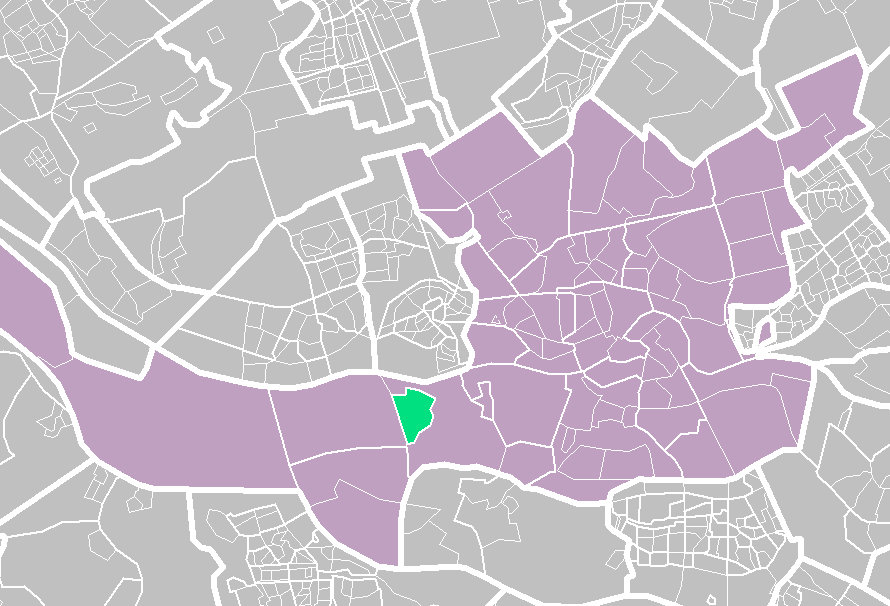
Pernis läge i kommunen.

Pernis är en kommundel (bestuurscommissiegebied, till 2014 deelgemeente) i kommunen Rotterdam i Zuid-Holland i Nederländerna. År 2005 hade Pernis 4 560 invånare och en total area på 1,60 km². Till 2010 var Pernis inte en riktig kommundel, men den tidigare självständiga kommunen hade likväl viss egen förvaltning.